# Horloge Colgate (Indiana)
L'horloge Colgate (Colgate Clock) est une horloge octogonale située sur l'usine Colgate-Palmolive de Clarksville dans l'État américain d'Indiana.
L'horloge est fabriquée par Seth Thomas pour l'usine et maison-mère Colgate de Jersey City (New Jersey) ; elle est montée en 1908. Elle est déplacée en 1924 et remplacée par une autre de 50 pieds.
Elle a un diamètre d'environ 12 mètres (40 ft). L'aiguille des heures pèse environ 225 kg (500 pounds) et mesure un peu moins de 5 mètres (16 ft) de longueur ; celle des minutes pèse environ 270 kg (600 pounds).
Elle est éclairée pour la première fois le 17 novembre 1924 à l'inauguration de l'usine. L'éclairage des aiguilles est visible jusqu'à 38 km (24 miles). Le moteur permettant de faire tourner la roue n'est pas plus grand qu'une machine à coudre.